# Henri de Saint-Delis

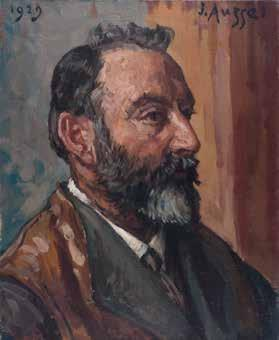
Jules Ausset: Porträt von Henri de Saint-Delis, 1929

Henri Liénard de Saint-Delis (* 4. April 1878 in Marconne; † 15. November 1949 in Honfleur) war ein französischer Maler. Das Musée Eugène-Boudin in Honfleur widmete den Brüdern Henri und René de Saint-Delis im Juli 2017 eine Sommerausstellung.

## Leben

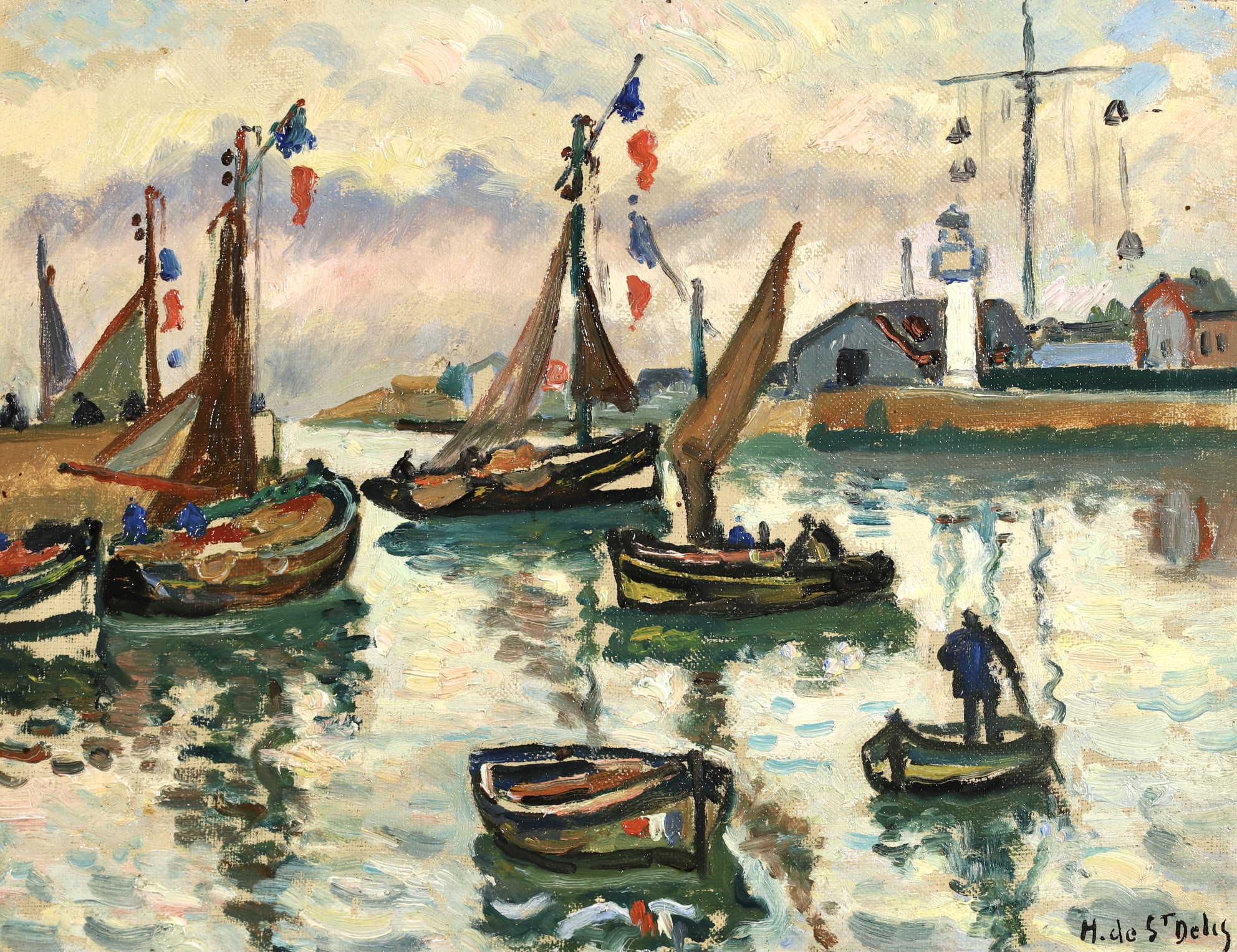
Hafen von Honfleur, 1910

Henri  de Saint-Délis war der Sohn eines früh verstorbenen Offiziers. Seine Familie zog 1885 nach Le Havre. Am Lycée freundete sich Henri mit Othon Friesz an, und beide studierten später an der École des Beaux-Arts in Le Havre bei Charles Lhullier, einem ehemaligen Ingres-Schüler. Dort lernten sie auch Johan Barthold Jongkind kennen. Henri de Saint-Delis folgte Raoul Dufy nach Paris, blieb dort jedoch nur ein Jahr, besuchte das Atelier von Jean Paul Laurens und entdeckte die Impressionisten in den Museen.
Nach seiner Rückkehr nach Le Havre erkrankte er 1905 an Tuberkulose und musste später 12 Jahre in einem Schweizer Sanatorium verbringen. Ein Großteil seines Schweizer Ateliers wurde 1944 bei der Bombardierung von Le Havre zerstört. 
1920 kehrte Saint-Délis in die Normandie zurück und ließ sich in Honfleur nieder. Leider wurden viele seiner Schweizer Gemälde zerstört; die verbliebenen zeigen seinen Einfluss durch den Fauvismus, vermutlich aufgrund seiner Freundschaft mit Friesz. Seine Werke aus Honfleur, hauptsächlich Landschaften der Küste, des Landes und des Hafens, sind bekannt für ihre kräftigen Farben und skizzenhafte Zeichnung. Er malte auch täglich ein Aquarell.
Saint-Délis stellte ab 1905 regelmäßig im Salon des Indépendants in Paris aus. Zwei Einzelausstellungen fanden zu seinen Lebzeiten statt: 1945 in Paris und 1948 in Rouen. Nach seinem Tod gab es mehrere Retrospektiven, unter anderem 1950 in Le Havre, 1953 in Honfleur, 1954 in Paris, 1955 in London und später in den 1960er Jahren in Paris, Honfleur und Le Havre.
Das Haus in Honfleur, in dem Henri de Saint-Delis die letzten Jahre seines Lebens verbrachte, ist heute ein 5-Sterne-Boutique-Hotel der Kette Relais & Châteaux (Hôtel Saint-Delis).